# 時の翼にのって/ファラウェイ・ソー・クロース!
『時の翼にのって/ファラウェイ・ソー・クロース!』（原題：Faraway, So Close! / In weiter Ferne, so nah!）は、1993年制作のドイツ映画。ヴィム・ヴェンダース監督。『ベルリン・天使の詩』の続編。
第46回カンヌ国際映画祭審査員特別グランプリ受賞。

## あらすじ
天使カシエルは友人のダミエルが人間になって下界に下った後、ひとりで毎日ぼんやりと東西統一後のベルリンの街を見下ろしていた。やがてカシエルは、自分もダミエルと同じように人間になりたいと思い始める。
そんなある日、カシエルはアパートのバルコニーから誤って転落した少女を助けたことで、望みが叶い人間になった。
しかし、カシエルはやがて人間界の様々な悪徳を知り、苦悩するようになる。そして、堕天使エミットに誘惑され、商社社長のヤクザまがいの悪行に手を染めるようになってしまう。
カシエルは社長が裏では悪名高き武器商人であると知り、彼とエミットの企みを阻止しようと、ルー・リードやピーター・フォークの協力を仰ぐのだが、阻止することができなかったばかりか、エミットが予言した通り、最期の時が近づいてくる…。

## キャスト
- カシエル：オットー・ザンダー
- ラファエラ：ナスターシャ・キンスキー
- ダミエル：ブルーノ・ガンツ
- エミット・フレスティ：ウィレム・デフォー
- トニー・ベイカー：ホルスト・ブッフホルツ
- コンラート：ハインツ・リューマン
- マリオン：ソルヴェーグ・ドマルタン
- ウィンター：リュディガー・フォーグラー
- ベッカー医師：ハンス・ツィッシュラー
- フォルガー：ギュンター・マイスナー
- ルー・リード（本人役）
- ピーター・フォーク（本人役）
- ミハイル・ゴルバチョフ（本人役）

## 主題歌
- U2 - en:Stay (Faraway, So Close!)